# ドナルドはデイジーに首ったけ
『ドナルドはデイジーに首ったけ』（ドナルドはデイジーにくびったけ、原題：Crazy Over Daisy）は、ウォルト・ディズニー・プロダクション（現：ウォルト・ディズニー・カンパニー）が製作した1950年3月24日公開のアニメーション短編映画作品。ドナルドダック・シリーズの第92作である。

## あらすじ
ペニー・ファージング型自転車に乗って恋人のデイジーの家に向かうドナルド。ドナルドは、すれ違うグーフィーやミッキー、ミニーに愛想良く挨拶をしながら、ご機嫌で口笛を吹きながら自転車を走らせる。
ドナルドが公園を走っているとチップとデールがやって来てドナルドをからかい始める。怒ったドナルドは二匹を捕まえて蹴り飛ばすが、それに怒ったチップとデールは大砲の弾を坂道に転がしてドナルドを追いかけさせる。ドナルドは必死に逃げて助かったものの、弾に潰された自転車は無残にもペチャンコになってしまった。激怒したドナルドは、逃げ惑うチップとデールを捕まえ自宅のガレージに連れ込んだ。
ガレージから出てきたドナルドは改造したペニー・ファージング型自転車に乗っていた。その自転車は車輪の部分が回し車のようになっており、中ではチップとデールが必死に走っていた。ドナルドは漕ぐ必要もなく、口笛を吹きながら悠々とデイジーの家へ行く。
デイジーの家に着いたドナルドだが、家から出てきたデイジーは車輪の中のチップとデールを見るなりドナルドの頬を叩く。デイジーがチップとデールを車輪から出し、優しく問いかけると、チップとデールは今までドナルドにされたことを過剰な身振り手振りで表現するのだった。デイジーはドナルドの弁解を無視し、チップとデールを連れて家に戻ってしまった。
ドナルドが呆然としているとデールがやってきてドナルドがデイジーのために持ってきたプレゼントを引ったくっていく。ドナルドはあまりの仕打ちに憤慨して、そのまま歩いて帰るのだった。

## スタッフ
- 製作：ウォルト・ディズニー
- 監督：ジャック・ハンナ
- 音楽：オリバー・ウォレス
- 原画：ボブ・カールソン、ビル・ジャスティス
- 脚本：ビル・バーグ、ニック・ジョージ

## キャスト
| キャラクター   | 原語版                   | 旧吹き替え版 | 新吹き替え版 |
| -------------- | ------------------------ | ------------ | ------------ |
| ドナルドダック | クラレンス・ナッシュ     | 関時男       | 山寺宏一     |
| デイジーダック | グロリア・ブロンデル     | 後藤真寿美   | 土井美加     |
| チップ         | ジェームズ・マクドナルド | 土井美加     | 滝沢ロコ     |
| デール         | デジー・フリン           | 土井美加     | 稲葉実       |
| ナレーション   | ケンダービーコーラス     | 土井美加     | -            |

## 日本での公開

### 収録
- 『ドナルドダック・クロニクル Vol.3 限定保存版』（DVD、ブエナ・ビスタ・ホーム・エンターテイメント、新吹き替え版）
- 「ゆかいな仲間たちドナルドのにぎやかバースデー」